# Gospodarska kriza
Gospodarska kriza razdoblje je značajnog negativnog razvoja u gospodarstvu. Osim toga, gospodarskom krizom se naziva i postojanje negativnog razvoja i drugih makroekonomskih pokazatelja (npr. razina cijena, zaposlenost, tokovi kapitala). Gospodarska kriza može zahvatiti privredu jedne države ili više njih, može zahvatiti jednu gospodarsku granu širom svijeta, gospodarstvo više država ili cjelokupno svjetsko gospodarstvo. Narodno gospodarstvo koje pogodi gospodarska kriza trpi najviše zbog posljedica nezaposlenosti i osiromašenja širokih slojeva stanovništva, što može dovesti do socijalnih nemira. 
Obzirom na gospodarsku konjunkturu, postoje tri nepoželjna oblika: stagnacija, recesija i depresija. Stagnacijom se naziva razdoblje u kojem gospodarstvo ne raste, što znači da izlazne vrijednosti (output) gospodarstva unutar nekog razdoblja ostaju jednake. Nema jedinstvenog stava o pitanju može li se razdoblje stagnacije već smatrati gospodarskom krizom ili ne. Recesijom se smatra kad se izlazne vrijednosti narodnog gospodarstva smanjuju tijekom dva uzastopna kvartala. Depresija nastupa kad ovo smanjenje outputa traje duže od navedenog razdoblja od dva uzastopna kvartala.
Razlozi gospodarske krize su vrlo različiti. S jedne strane to može biti nesklad između ponude i potražnje unutar jedne narodne privrede, i to u pravilu kad potražnja padne ispod razine ponude roba, pa jedan dio roba ostaje neprodan, odnosno ne nađe put do kupca. Ovo može biti posljedica nepovjerenja potrošača u budući gospodarski razvoj (npr. izgledi za gospodarski rast, sigurnost vlastitog radnog mjesta i sl.). Negativni učinak mogu imati veće prirodne katastrofe, ratna opasnost ili teroristički napadi i slično. Jednako tako, nedostatak sirovina (npr. u obliku šoka od cijena nafte) može izazvati suzdržavanje konzumenata od kupovine. Prema pristašama teorije Johna Maynarda Keynesa, potražnja države za robama ima velik utjecaj na ukupna gospodarska kretanja; ako država smanji svoje izdatke, ili povisi poreze, to preko svog multiplikacijskog efekta dovodi do smanjenja ukupne potražnje i može izazvati ili pojačati gospodarsku krizu.
Krize rasta mogu biti izazvane i od strane ponude: odgradnja pretjeranih kapaciteta (tzv. strukturna kriza) može dovesti do već navedenih nesigurnosti potrošača i smanjenja ukupne potražnje.
Do pojave gospodarske krize može doći i zbog tehnološkog razvoja kada nove tehnologije uzrokuju propast proizvođača sa starim tehnologijama. Ovakva kriza može dovesti do velike nezaposlenosti u jednoj privrednoj grani, ali brzo prolazi zbog naglog zapošljavanja u drugim privrednim granama.  

## Vanjske poveznice
- Povijest gospodarskih kriza  Arhivirana inačica izvorne stranice od 18. veljače 2021. (Wayback Machine)